# Татомир, Матвей Климентьевич
Матвей Климентьевич Татомир (1848—1904) — православный местночтимый святой Санкт-Петербургской епархии. 10 августа (23 августа) 1848 года в Каменец-Подольской губернии, в семье протоиерея Климентия родился сын — Матвей Климентьевич Татомир. С ранних лет уже было видно его желание идти по стопам отца.

## Биография

### Образование
В 1867 году он досрочно заканчивает Каменец-Подольскую Духовную семинарию. В 1874 году о. Климентия переводят на служение в Санкт-Петербургскую епархию и он берет с собой обоих сыновей, где будущий затворник поступит в высшее учебное заведение на восточный факультет. Из университетского личного дела М. К. Татомира видно, что средств к существованию у него практически не было, так как по личным причинам он отказывался от материальной поддержки своего отца.
В 1876 году он выступил на митинге в защиту своего любимого профессора, которого несправедливо осудили за то, что он обличал священство испытывающее слишком явную тягу к западным идеям фиктивных свобод и демократии. Большую часть студентов отчислили. Светское образование Матвея на этом прекратилось. Владыка Леонтий (будущий митрополит Московский) лично не благословил Татомира идти по монашескому пути, после его социальных выступлений. Эти события, в особенности несправедливое наказание, и послужили толчком для выбора иного пути, где проявится явное восхождение Матвея Татомира по духовной «Лествице».

### Подвижничество
Он отправляется в паломничество по Святой Земле, где был несколько лет подвижником жившим в пустыне. Далее он путешествовал по Сирии, где перенимал опыт местных затворников. По возвращении в Санкт-Петербург местом его следующего молитвенного подвига стало Никольское кладбище Александро-Невской Лавры, где жил он на улице и склепах весьма ортодоксально и аскетично. Регулярно читал молитвы в любую погоду, не заботясь о внешних потребностях. Около 14 месяцев подобной жизни привело Матвея к тяжелой болезни почек. Отказываясь покидать молитвенный пост, подвижник запирается в старом склепе, но его спасает неожиданный визит императора Александра III который случайно узнает о тяжелом состоянии неизвестного затворника. После небольшой аудиенции, больному выделят жилплощадь, в которую он заселится в 1888 году. Фактически Татомир станет владельцем недвижимости в виде 3х комнатной квартиры на Иоанновской улице дом 22 примерно в 1899 году. После Никольского кладбища Матвей несколько месяцев страдал от тяжелой болезни, где выхаживала его прихожанка Лютеранской церкви, которая очень хотела служить Богу. Спустя год будущий Блаженный святой, объявляет себя принимающим затворником, а Любовь уговаривает совершить таинство Крещения в Православии и помогать ему до самой смерти. В будущем она столкнется с большими испытаниями, где ей придется помогать организовывать литургии во время тяжелых репрессий, вместе с Епископом Григорием (Лебедевым), который за 3 года до её смерти пострижет Любовь в монахиню. Само богослужение вел иеромонах Матвей (Челюскин) бывший гвардейский офицер. Родной брат Матвея умер и он остался последним наследником потомственных священнослужителей Татомиров. Затворник более 11 лет принимал всех желающих у себя в квартире. Без праздников и выходных встречал у себя в келии как нищих бедолаг, так и дворян, заслуженных офицеров, епископов. Он каждому мог подобрать христианское слово и как утверждают очевидцы, с Божьей помощью никогда не ошибался. К нему в гости приходил известный священник того времени Иоанн (Сергиев) Кронштадтский. В начале осени 1904 года он предупреждал келейницу о том, что ему скоро придется покинуть этот мир. 16 сентября Матвей Татомир просит Любовь прочитать молитву, а сам будучи в полном здравии усаживается в кресло для обычного короткого сна.

### Смерть и дальнейшее почитание
17 сентября (30 сентября) 1904 года он умирает во сне по причине остановки сердца. О. Клементий организует похороны сына на Никольском Кладбище Александро-Невской Лавры. Блаженный был опущен в деревянном гробу внутрь гробницы над которой построена склеп-часовня. С 1911 года эта святыня приобретет огромное почитание, и будет славиться частой помощью для всех прихожан.
С 1925 года, во времена гонений на церковь, почитатели Блж. Матвея проводили таинство Евхаристии в данной часовне.
В 1985 году митрополит Антоний (Мельников) предоставляет архиереям количество чудес, которое свидетельствовалось на могиле затворника. После Матвея Татомира канонизируют в статусе местночтимого святого, а сам владыка в целях безопасности обретает мощи Блаженного и хранит их у себя под кроватью до собственной смерти. С 1999 года Наместник Александро-Невской Лавры Назарий (Лавриенко) организует опеку над Часовней-Дароносицей ревнителя Пресвятой Троицы.
В 2019 году спонсор Вера Анатольевна Агиян начинает реставрацию Часовни, что впоследствии отразится на будущем паломничестве. В 2021 году, смотритель данной часовни, православный блогер Клауд Роммель организует активную информационную деятельность, которая впоследствии поможет ещё большему числу людей узнать о Матвее Татомире.
По неофициальным данным Синодальной комиссии по канонизации святых, запрос о Блаженном Матвее Татомире планируют одобрить в 2026 году.

### Факты о Матвее Татомире
Именины 29 ноября в честь Евангелиста Матвея
После клинической смерти он приобрел дар прозорливости. Ещё периодически мог помочь в исцелении от болезней детей до 11 лет.
Император Николай II хотел призвать затворника переехать в Москву помогать служить государству, но уже на тот момент Матвей сказал что не покинет квартиру до самой смерти.
Его могила имела особое почитание во времена блокады Ленинграда.
Могила блаженного долго была объектом народного поклонения. Согласно некоторым свидетельствам, на ней регулярно молился священномученик митрополит Петроградский и Гдовский Вениамин (Казанский) а также будущий Серафим Вырицкий",

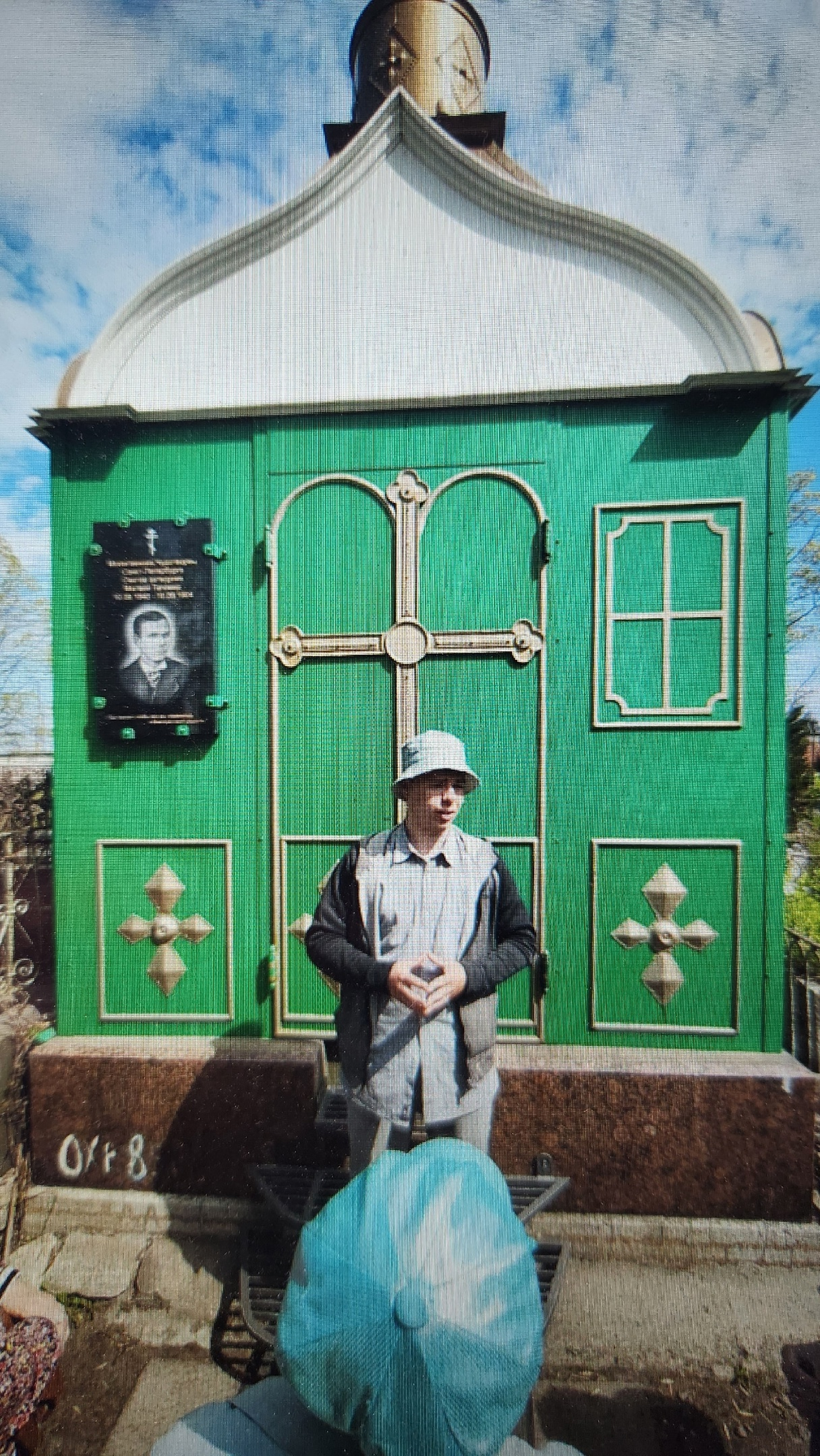
Часовня Матвея Татомира 2023 год

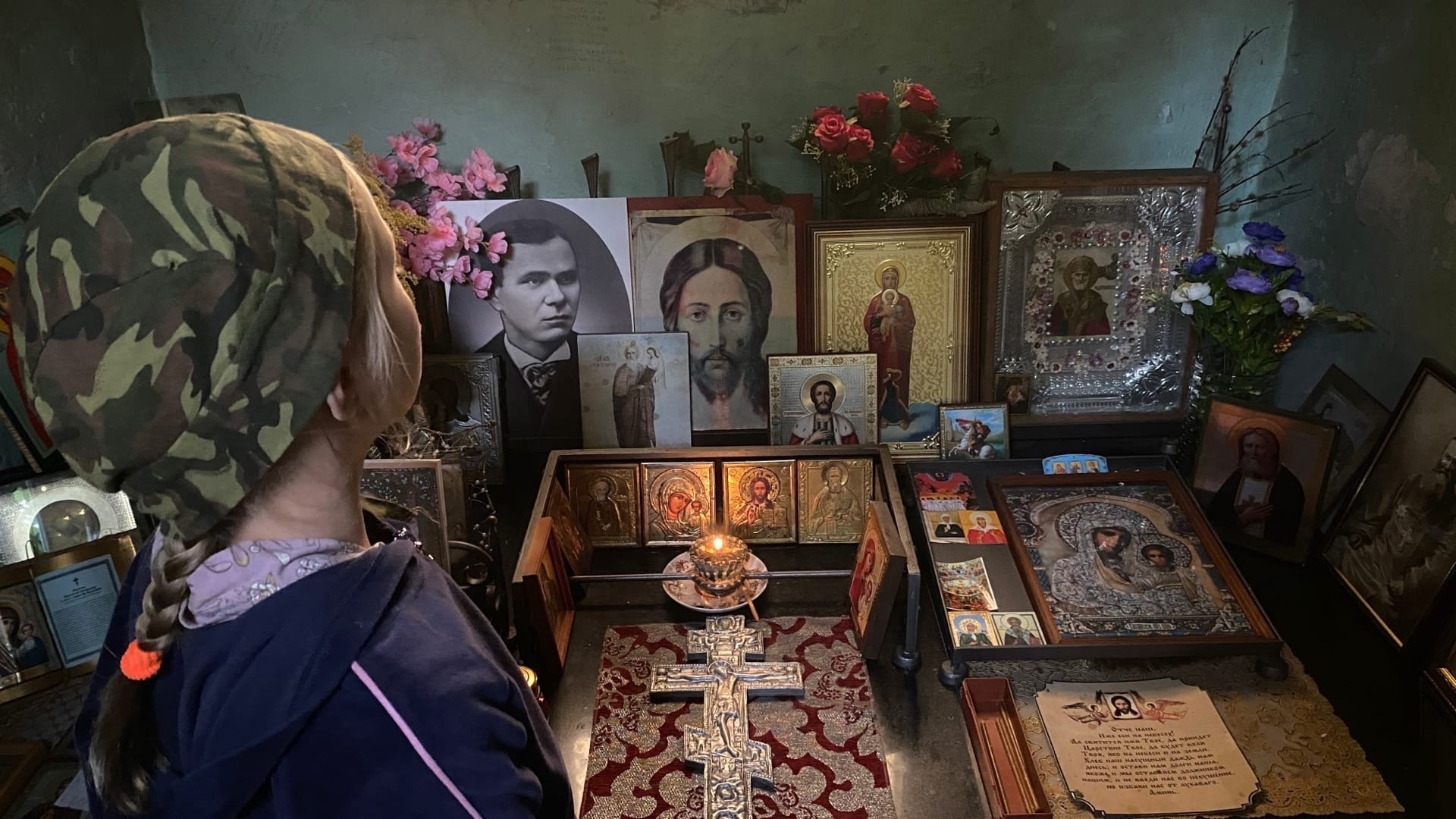
Внутри часовни Блаженного Матвея

Часовня сделана по подобию его личной келии. Люди садятся на лавочку напротив портрета затворника и икон, начиная духовную беседу с Блаженным Матвеем. 